# Gopherus berlandieri
La Testuggine del Texas (Gopherus berlandieri), è una delle quattro specie di testuggini native del Nord America. Abita una zona che si sviluppa dal sud del Texas, estendendosi poi negli stati messicani di Coahuila, Nuevo León e Tamaulipas. L'epiteto berlandieri è in onore del naturalista belga Jean Louis Berlandier, il quale lavorò per il governo messicano in una delle prime indagini biologiche in Texas. Per questo motivo, alcune fonti si riferiscono a tale specie come Testuggine di Berlandier.

## Descrizione
Sia negli esemplari maschi che nelle femmine, nella parte anteriore del piastrone è presente una sorta di rostro, più sviluppato e bifido nei maschi; questi ultimi lo utilizzano durante i combattimenti con altri maschi per il possesso della femmina. È possibile distinguere il maschio dalla femmina anche da una concavità presente sugli scuti addominali del piastrone, e che viene utilizzata durante l'accoppiamentopermettendo un migliore adattamento alla curvatura del carapace .

## Biologia
La testuggine del Texas, diversamente da tutte le altre specie di testuggini gopher, non è una esperta scavatrice. L'habitat preferito è la boscaglia secca e la prateria semiarida. Le piante grasse, il cibo preferito delle testuggini del Texas, sono piuttosto comuni in questi ambienti; in special modo, queste testuggini amano nutrirsi dei frutti di alcuni cactus, come ad esempio l'opuntia.

## Stato di conservazione
Sebbene sia considerato un animale a basso rischio dalla Red list dell'IUCN, la testuggine del Texas è stata classificata come specie minacciata nello stato del Texas ed è ora protetta dalla legge. È pertanto illegale cacciare o possederne una.